# 旗之台站
旗之台站（日语：／ Hatanodai eki */?）是一個位於東京都品川區旗之台二丁目，屬於東急電鐵的鐵路車站。
此站有大井町線與池上線停靠，可以互相轉乘。大井町線的車站編號是OM06、池上線是IK05。

## 歷史
開業當時，當站分為目黑蒲田電鐵東洗足站與池上電氣鐵道旗岡站，東洗足站位於現址往二子玉川站170公尺處，旗岡站位於往五反田站210公尺處。
- 1927年（昭和2年）7月6日，目黑蒲田電鐵站東洗足站開業[2]。
- 1927年（昭和2年）8月28日，池上電氣鐵道旗岡站開業[3][7]。
- 1945年（昭和20年）5月，旗岡站因空襲全毀[7]。
- 1951年（昭和26年）3月1日，東洗足站改稱旗之台站，移至現在的位置[2]。
- 1951年（昭和26年）5月1日，旗岡站與旗之台站合併，池上線車站設備移至現在的位置[3]。
- 2005年（平成17年）
  - 7月11日 - 廢止靠近北口檢票口的旗之台1號平交道，改為地下道[8]。
  - 11月27日 - 大井町線下行線新設月台啟用[9]。
- 2006年（平成18年）3月26日，大井町線上行月台移動與下行月台暫時組成島式月台，廢止北口剪票口[10]。
- 2007年（平成19年）5月27日，大井町線上行月台在池上線五反田側新設月台[11]。
- 2009年（平成21年）11月30日，定期券售票處結束營業[12]。
- 2019年春季，池上線月台改建成木造風格[13][14]。

## 車站結構
大井町線與池上線立體交會，上方是大井町線島式月台2面4線，下方是池上線側式月台2面2線。
車站位於斜坡上，大井町線月台往二子玉川方向與地面同高，而大井町方向則為高架。池上線月台地處斜坡下方，月台的蒲田側位於大井町線高架下方。池上線上下月台皆有電扶梯與電梯通往大井町線月台。電梯門與階梯、電扶梯入口外側有加上轉乘顏色供乘客識別，大井町線月台往池上線五反田方向月台為紅色，大井町線月台往池上線蒲田方向月台為藍色。
剪票口共有三處，一在大井町線高架下（池上線上行月台蒲田方向），另兩個分別在池上線的上下月台五反田方向。
定期券售票處原在池上線五反田方向的站房入口右側，但已於2009年11月30日廢止。
大井町線月台在2008年3月28日新設定急行班次時改為2面4線。改良後的3、6號線為待避線，4、5號線為本線，全日進行緩急接續。
池上線在鄰站荏原中延站還是地面車站時期時，五反田方向設有上下橫渡線，可供五反田至旗之台間折返。在旗之台廢除折返調度後橫渡線改作為緊急設備，最後在1989年荏原中延站地下化時撤除。

### 月台配置
| 月台 | 路線     | 方向 | 目的地                               |
| ---- | -------- | ---- | ------------------------------------ |
| 1    | 池上線   | 下行 | 雪谷大塚、蒲田方向                   |
| 2    | 池上線   | 上行 | 五反田方向                           |
| 3、4 | 大井町線 | 下行 | 大岡山、自由丘、二子玉川、溝之口方向 |
| 5、6 | 大井町線 | 上行 | 大井町方向                           |

（來源：東急電鐵:車站構內圖 （页面存档备份，存于））
※大井町線月台4號線與5號線為主本線，3號線與6號線為待避線。

### 車站改良工程
為了舒緩田園都市線（3代）的人潮並將大井町線打造成前往都心的繞道，東急對大井町線開始進行改良工程。本站作為改良工程的一環，於2002年1月開始動工。配合該線新設急行列車，本站改建為可待避急行的2面4線，同時設置電扶梯與電梯等無障礙設施。然而，大井町線改良工程最初並未包含本站，直至2000年變更計畫時才將本站加入改良計畫中
。2008年3月本站完成改建。
2012年，池上線月台為了改善與大井町線的轉乘動線，往蒲田方向移動數公尺。大井町線月台也進行延長工程以因應急行改為7輛編組。
2017年11月起，本站再次進行改建，預計將改建成與戶越銀座站相同的木造風格月台。

#### 1960年代改良工程計畫
車站改良工程計畫在1960年代中期就已存在，東京急行電鐵當時發表的工程計劃是田園都市線（初代）與池上線之間新設連絡線，該連絡線亦設有月台。本計畫是配合當時的都營地下鐵6號線（現三田線）的直通運轉計畫，但之後計畫更改，直通運轉計畫取消，旗之台站改良工程也隨之中止。

#### 改良工程前
過去的3、4號線皆為側式月台。池上線月台1、2號線的階梯僅連通4號線。因此要從池上線往大井町線自由丘、二子玉川方向（3號線）需先爬樓梯至4號線月台，在透過階梯與連通道前往，全程不斷上上下下且沒有無障礙設施。另外，4號線的二子玉川側設有北口檢票口。

## 使用情況
- 東急電鐵 - （不包括大井町線、池上線互相轉乘人數）[利用客数 1]。
  - 大井町線 - 2016年度1日平均上下車人次為24,982人。
該線全部16個車站當中排行第8位。雖是轉乘站，但比單獨站的尾山台站、等等力站還少。
  - 池上線 - 2016年度1日平均上下車人次為14,682人。
該線全部15個車站當中排行第12位。雖是轉乘站，但比該線的上下車人次還少。

近年1日平均上下車人次如下表。
| 年度               | 東京急行電鐵/東急電鐵 | 東京急行電鐵/東急電鐵 | 東京急行電鐵/東急電鐵 | 東京急行電鐵/東急電鐵 |
| 年度               | 大井町線              | 大井町線              | 池上線                | 池上線                |
| 年度               | 1日平均 上下車人次    | 增長率                | 1日平均 上下車人次    | 增長率                |
| ------------------ | --------------------- | --------------------- | --------------------- | --------------------- |
| 2002年（平成14年） | 15,795                |                       | 15,109                |                       |
| 2003年（平成15年） | 16,467                | 4.3%                  | 14,738                | -2.5%                 |
| 2004年（平成16年） | 16,804                | 2.0%                  | 14,673                | -0.4%                 |
| 2005年（平成17年） | 16,772                | -0.2%                 | 14,359                | -2.1%                 |
| 2006年（平成18年） | 17,131                | 2.1%                  | 14,056                | -2.1%                 |
| 2007年（平成19年） | 18,384                | 7.3%                  | 14,607                | 3.9%                  |
| 2008年（平成20年） | 19,562                | 6.4%                  | 14,619                | 0.1%                  |
| 2009年（平成21年） | 20,235                | 3.4%                  | 14,266                | -2.4%                 |
| 2010年（平成22年） | 20,894                | 3.3%                  | 14,061                | -1.4%                 |
| 2011年（平成23年） | 21,452                | 2.7%                  | 14,062                | 0.0%                  |
| 2012年（平成24年） | 22,319                | 4.0%                  | 14,390                | 2.3%                  |
| 2013年（平成25年） | 23,109                | 3.5%                  | 14,559                | 1.2%                  |
| 2014年（平成26年） | 23,544                | 1.9%                  | 14,535                | -0.2%                 |
| 2015年（平成27年） | 24,308                | 3.2%                  | 14,522                | -0.1%                 |
| 2016年（平成28年） | 24,982                | 2.8%                  | 14,682                | 1.1%                  |

近年1日平均上車人次如下表。
| 年度               | 大井町線 | 池上線 | 來源              |
| ------------------ | -------- | ------ | ----------------- |
| 1990年（平成02年） | 29,455   | 29,770 | [ 東京都統計 1 ]  |
| 1991年（平成03年） | 30,098   | 30,664 | [ 東京都統計 2 ]  |
| 1992年（平成04年） | 29,104   | 28,370 | [ 東京都統計 3 ]  |
| 1993年（平成05年） | 27,838   | 27,175 | [ 東京都統計 4 ]  |
| 1994年（平成06年） | 9,367    | 8,792  | [ 東京都統計 5 ]  |
| 1995年（平成07年） | 8,918    | 8,749  | [ 東京都統計 6 ]  |
| 1996年（平成08年） | 8,830    | 8,767  | [ 東京都統計 7 ]  |
| 1997年（平成09年） | 8,627    | 8,507  | [ 東京都統計 8 ]  |
| 1998年（平成10年） | 8,392    | 8,115  | [ 東京都統計 9 ]  |
| 1999年（平成11年） | 8,219    | 7,956  | [ 東京都統計 10 ] |
| 2000年（平成12年） | 8,153    | 8,107  | [ 東京都統計 11 ] |
| 2001年（平成13年） | 7,742    | 8,244  | [ 東京都統計 12 ] |
| 2002年（平成14年） | 7,767    | 8,022  | [ 東京都統計 13 ] |
| 2003年（平成15年） | 8,161    | 7,790  | [ 東京都統計 14 ] |
| 2004年（平成16年） | 8,255    | 7,663  | [ 東京都統計 15 ] |
| 2005年（平成17年） | 8,304    | 7,504  | [ 東京都統計 16 ] |
| 2006年（平成18年） | 8,515    | 7,351  | [ 東京都統計 17 ] |
| 2007年（平成19年） | 9,232    | 7,609  | [ 東京都統計 18 ] |
| 2008年（平成20年） | 9,838    | 7,603  | [ 東京都統計 19 ] |
| 2009年（平成21年） | 10,205   | 7,422  | [ 東京都統計 20 ] |
| 2010年（平成22年） | 10,564   | 7,326  | [ 東京都統計 21 ] |
| 2011年（平成23年） | 10,858   | 7,322  | [ 東京都統計 22 ] |
| 2012年（平成24年） | 11,301   | 7,493  | [ 東京都統計 23 ] |
| 2013年（平成25年） | 11,721   | 7,564  | [ 東京都統計 24 ] |
| 2014年（平成26年） | 11,969   | 7,556  | [ 東京都統計 25 ] |
| 2015年（平成27年） | 12,394   | 7,578  | [ 東京都統計 26 ] |

## 車站週邊
- 品川旗之台郵便局
- 昭和大學（日语：昭和大学）旗之台校區
- 昭和大學醫院（日语：昭和大学病院）
- 昭和大學醫院附屬東醫院（日语：昭和大学病院附属東病院）
- 香蘭女學校中等科、高等科（日语：香蘭女学校中等科・高等科）
- 文教大學附屬中學校、高等學校（日语：文教大学付属中学校・高等学校）、文教大學附屬幼稚園（學校法人文教大學學園（日语：学校法人文教大学学園））

- 品川區立荏原第五中學校（日语：品川区立荏原第五中学校）
- 品川區立旗台小學校（日语：品川区立旗台小学校）
- 品川區立清水台小學校
- 品川區立第二延山小學校

## 站名由來
平安時代，源賴信前往下總國（現在的千葉縣）平定平忠常之亂時，在此地向八幡神祈求勝利（現在的旗岡八幡神社），豎起源氏的白旗而得名。後來地名以地名旗岡八幡神社命名為旗岡，池上電気鐵道開業時的車站也命名為「旗岡站」
「旗之台」是大井町線「東洗足站」與池上線「旗岡站」整合時所誕生的站名。

## 相鄰車站
東急電鐵
 大井町線
■急行
大井町（OM01）－旗之台（OM06）－大岡山（OM08）
□各站停車（通過二子新地、高津）、■各站停車（停靠二子新地、高津）
荏原町（OM05）－旗之台（OM06）－北千束（OM07）
 池上線
荏原中延（IK04）－旗之台（IK05）－長原（IK06）

## 延伸閱讀
- 宮田道一. . JTBパブリッシング. 2008-09-01. ISBN 9784533071669.

## 外部連結
- 旗之台（各站資訊） - 東急電鐵